# Радио редитељ
Радио редитељ (или радио режисер) је ауторска и стручна личност одговорна за креативно осмишљавање и реализацију радиофонских емисија и пројеката, са посебним нагласком на радио-драме, документарне емисије, образовне програме и друге сложене аудио форме. Улога радио редитеља је да претвори сценарио, текст или идеју у звучну целину, користећи гласове, музику, звучне ефекте и тишину као основна изражајна средства.

## Улога и одговорности
Рад радио редитеља обухвата целокупан процес стварања радиофонског дела, од почетне идеје до финалне продукције:
- Интерпретација текста и развој концепта: Анализа сценарија, књижевног дела које се адаптира или концепта емисије, те стварање редитељске визије и звучног концепта.
- Кастинг (одабир извођача): Одабир глумаца, спикера, наратора и других учесника чији гласови одговарају карактерима и атмосфери дела.
- Рад са глумцима и нараторима: Усмеравање интерпретације, дикције, интонације, ритма и емоционалног израза како би се постигла жељена карактеризација и драматичност.[3]
- Обликовање звучне слике: Блиска сарадња са дизајнером звука (тон-мајстором) и композитором (ако се ради оригинална музика) на одабиру или стварању музике, звучних ефеката и амбијената који доприносе атмосфери, нарацији и емоционалном доживљају.[4]
- Вођење процеса снимања: Надгледање и усмеравање снимања у радио-студију, рад на техници микрофонског снимања и постизању жељеног квалитета звука.
- Монтажа и постпродукција: Учешће у монтажи снимљеног материјала, миксовању звука, додавању ефеката и финалном обликовању аудио-дела.

## Врсте радиофонских дела
Радио редитељи учествују у стварању широког спектра радиофонских форми:
- Радио-драме: Игране структуре засноване на оригиналним драмским текстовима или адаптацијама књижевних дела, где звук има кључну улогу у стварању имагинарног света.
- Радио-документарци: Емисије које обрађују стварне догађаје, личности или феномене, користећи комбинацију нарације, аутентичних снимака, интервјуа, музике и звучних ефеката.
- Образовне и научне емисије: Програми намењени едукацији, често са сложеним звучним дизајном како би се тема учинила приступачнијом и занимљивијом.
- Дечји програми: Радио-игре, приче и емисије прилагођENE дечјем узрасту.
- Књижевне емисије: Интерпретативна читања поезије и прозе, радио-есеји.
- Експериментална радио-уметност (Ars Acustica): Уметничке форме које истражују изражајне могућности звука и радиофонског медија.

## Кључне вештине и знања
За успешно бављење радио режијом, потребне су специфичне вештине и знања:
- Развијен слух и акустичка имагинација: Способност креирања и дочаравања слика, атмосфере и емоција искључиво путем звука.
- Познавање драматургије звука: Разумевање како се наратив гради и развија у аудио медију.
- Вештина рада са гласом: Способност усмеравања глумаца и спикера у постизању адекватне гласовне експресије.
- Познавање технике микрофонског снимања и технологије обраде звука.
- Креативност у употреби музике и звучних ефеката.
- Осећај за ритам, темпо и тишину као драматуршке елементе.
- Добре организационе и комуникационе способности за рад са екипом.

## Образовање
Образовање за радио редитеље често се стиче у оквиру студија режије (позоришне, филмске и телевизијске) на факултетима и академијама драмских уметности, где се студенти упознају и са специфичностима рада у радиофонском медију. Такође, постоје и специјализовани курсеви или усмерења у области дизајна звука и радио продукције. У Србији, Факултет драмских уметности Универзитета уметности у Београду има дугу традицију у образовању кадрова за рад на радију.

## Историјат и значај радио режије
Улога радио редитеља постала је посебно изражена током "златног доба радија" (отприлике од 1920-их до 1950-их), када је радио-драма била један од најпопуларнијих облика забаве и уметничког изражавања. Редитељи су тада имали кључну улогу у развоју специфичног радиофонског језика и истраживању звука као уметничког медија. Иако се медијски пејзаж значајно променио, уметничка радио режија и даље има своје место, посебно у оквиру јавних радио-сервиса и у продукцији подкаста и других аудио садржаја. Радио редитељи доприносе очувању и развоју културе слушања и специфичне уметности која се темељи на звуку.